# 拉戈尔斯 (阿尔代什省)
拉戈尔斯（法語：Lagorce，法語發音：[laɡɔʁs]）是法国阿尔代什省的一个市镇，属于拉让蒂耶尔区。

## 地理
拉戈尔斯（44°26'52"N, 4°25'2"E）面积69.49 平方千米，位于法国奥弗涅-罗讷-阿尔卑斯大区阿尔代什省，该省份为法国东南部内陆省份，北起顺时针与卢瓦尔省、伊泽尔省、德龙省、沃克吕兹省、加尔省、洛泽尔省和上盧瓦爾省接壤。
与拉戈尔斯接壤的市镇（或旧市镇、城区）包括：巴拉聚克、格拉、普拉东、罗什科隆布、吕翁斯、阿尔代什河畔圣莫里斯、圣莫里斯迪比、圣勒梅兹、瓦隆蓬达尔克。

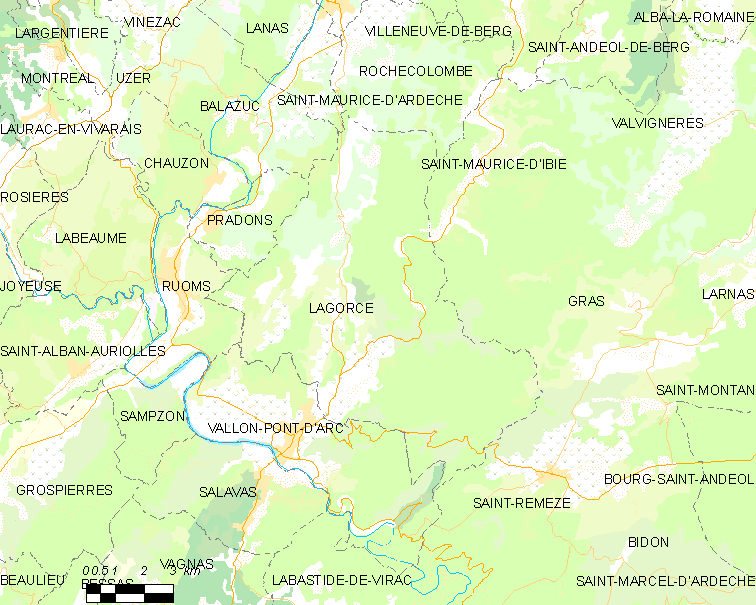
的OSM定位图

拉戈尔斯的时区为UTC+01:00、UTC+02:00（夏令时）。

## 行政
拉戈尔斯的邮政编码为07150，INSEE市镇编码为07126。

## 政治
拉戈尔斯所属的省级选区为瓦隆蓬达尔克县。

## 人口

1962-2008年间人口变化图示

拉戈尔斯于2022年1月1日时的人口数量为1227人。